# Alaa Hikmat
Alaa Hikmat Jassim al-Qaysi (arabisch آلاء حكمت جاسم القيسي, DMG Ālāʾ Ḥikmat Ǧāsim al-Qaisī, * 14. September 1985) ist eine ehemalige irakische Leichtathletin, die sich auf den Sprint spezialisiert hatte, aber auch in anderen Disziplinen an den Start ging.

## Sportliche Laufbahn
Erste internationale Erfahrungen sammelte Alaa Hikmat im Jahr 2004, als sie ihr Land bei den Olympischen Spielen in Athen im 100-Meter-Lauf vertrat, dort aber mit 12,70 s in der ersten Runde ausschied. Im Jahr darauf schied sie dann bei den Asienmeisterschaften im südkoreanischen Incheon mit 12,80 s und 26,17 s über 100 und 200 Meter jeweils im Vorlauf aus und erreichte im Weitsprung mit 4,94 m Rang 15 und belegte mit der irakischen 4-mal-400-Meter-Staffel in 3:58,01 min den sechsten Platz. 2009 siegte sie bei den Arabischen Meisterschaften in Damaskus mit neuem Landesrekord von 47,22 s in der 4-mal-100-Meter-Staffel und gewann mit der 4-mal-400-Meter-Staffel in 3:47,39 min die Silbermedaille hinter dem Team aus Marokko. Anschließend wurde sie bei den Hallenasienspielen in Hanoi mit 2069 Punkten Achte im Fünfkampf und erreichte mit der 4-mal-400-Meter-Staffel in 3:59,01 min Rang vier. 2010 belegte sie bei den Hallenasienmeisterschaften in Teheran mit 2164 Punkten den fünften Platz im Fünfkampf und stellte während des Wettkampfes über 800 Meter und im Kugelstoßen neue Landesrekorde auf. Im November startete sie dann bei den Asienspielen in Guangzhou und belegte dort mit der 4-mal-400-Meter-Staffel in 3:45,44 min den fünften Platz, während sie mit der 4-mal-100-Meter-Staffel mit 47,46 s im Vorlauf ausschied.
Bei den Leichtathletik-Asienmeisterschaften 2011 in Kōbe belegte sie in 54,85 s den sechsten Platz im 400-Meter-Lauf und schied im 400-Meter-Hürdenlauf mit 60,36 s in der Vorrunde aus. Zudem wurde sie mit der Staffel disqualifiziert, nachdem ihre Landsfrau Gulustan Mahmood des Dopings überführt wurde. Anschließend startete sie bei den Weltmeisterschaften in Daegu, bei denen sie über 400 Meter mit 55,62 s in der ersten Runde ausschied, ehe sie bei den Arabischen Meisterschaften in al-Ain in 56,32 s die Silbermedaille hinter ihrer Landsfrau Dana Hussein Abdulrazak gewann und im Hürdenlauf in 60,69 s den fünften Platz belegte. Zudem gewann sie mit der 4-mal-400-Meter-Staffel in 3:49,34 min die Bronzemedaille hinter den Teams aus Marokko und dem Sudan. Bei den Arabischen Spielen in Doha belegte sie in 56,12 s den vierten Platz über 400 Meter und wurde im Hürdensprint in 61,91 s Fünfte. Nach mehreren Jahren ohne bestrittenen Wettkämpfen erreichte sie 2016 bei den Hallenasienmeisterschaften in Doha das Finale über 400 Meter, in dem sie dann aber disqualifiziert wurde, während sie im 60-Meter-Lauf mit 7,70 s im Halbfinale ausschied. Im Jahr darauf schied sie bei den Islamic Solidarity Games in Baku über 100 Meter mit 12,47 s im Vorlauf aus und belegte mit der irakischen 4-mal-100-Meter-Staffel in 48,62 s den fünften Platz. Anschließend gewann sie bei den Arabischen Meisterschaften in Radès in 56,07 s die Silbermedaille über 400 Meter hinter der Marokkanerin Khadija Wardi. Zudem gewann sie mit der 4-mal-100-Meter-Staffel in 48,78 s die Silbermedaille hinter dem Team aus Marokko und sicherte sich mit der 4-mal-400-Meter-Staffel in 3:50,83 min Bronze hinter Marokko und dem Sudan. Daraufhin beendete sie im Alter von 31 Jahren ihre Karriere als Leichtathletin.

## Persönliche Bestleistungen
- 200 Meter: 12,47 s (−0,3 m/s), 16. Mai 2017 in Baku
  - 60 Meter (Halle): 7,63 s, 19. Februar 2016 in Doha
- 200 Meter: 26,17 s (0,0 m/s), 3. September 2005 in Incheon
- 400 Meter: 54,68 s, 7. Juli 2011 in Kōbe
  - 400 Meter (Halle): 55,42 s, 19. Februar 2016 in Doha
  - 800 Meter (Halle): 2:25,90 min, 26. Februar 2010 in Teheran (irakischer Rekord)
- 400 m Hürden: 60,36 s, 8. Juli 2011 in Kōbe
- Weitsprung: 4,94 m (−0,4 m/s), 4. September 2005 in Incheon
  - Weitsprung (Halle): 4,77 m, 26. Februar 2010 in Teheran
  - Kugelstoßen (Halle): 9,27 m, 26. Februar 2010 in Teheran (irakischer Rekord)
  - Fünfkampf (Halle): 2164 Punkte, 26. Februar 2010 in Teheran